# MRVZN Brauel

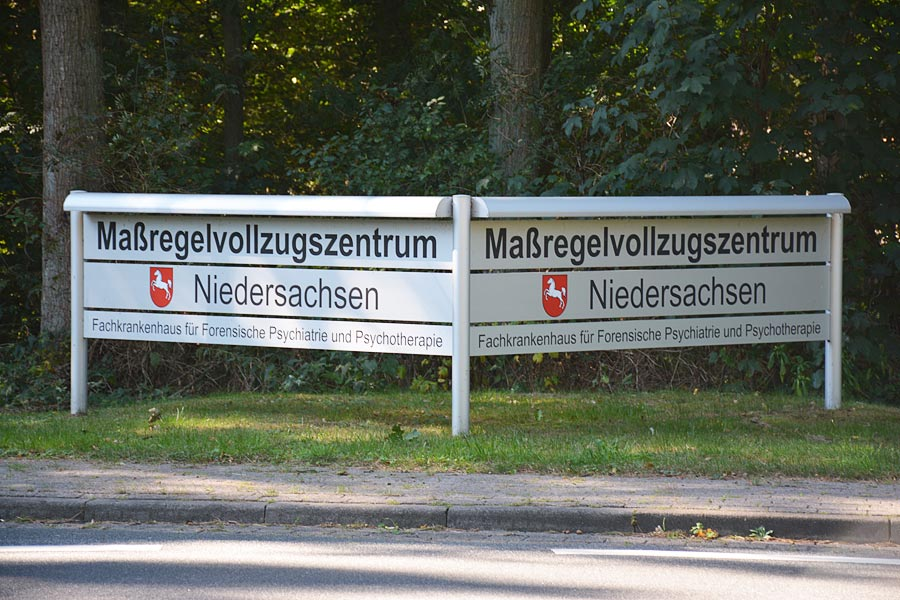
Schild im Außenbereich

Das MRVZN Brauel ist eine forensische Klinik im Ortsteil Brauel der Stadt Zeven im Landkreis Rotenburg, etwa 60 Kilometer südwestlich von Hamburg entfernt. Sie ist einer von drei Standorten des MRVZN.

## Geschichte
Nach der Betriebseinrichtung ab Juli 1981 erfolgte im Oktober 1981 die erste Patientenaufnahme. 2011 wurde die Frauenstation eingerichtet.
Im August 2014 entkam ein Insasse, indem er über den mit Stacheldraht bewehrten Zaun kletterte. 2015 entkamen fünf Straftäter durch das hintere Tor; sie wurden einen Tag später festgenommen.

## Einrichtung
Die Klinik hat 115 Planbetten. Die durchschnittliche Behandlungszeit der Patienten beträgt etwa zwei Jahre, jährlich werden 80 bis 100 Patienten stationär aufgenommen.